# Annegret Richter
Annegret Richter (Dortmund, 13 de outubro de 1950) é uma antiga atleta alemã que representava a República Federal da Alemanha em provas internacionais de velocidade pura. Foi campeã olímpica de 100 metros nos Jogos Olímpicos de Montreal, em 1976.